# Bharat FC
El Bharat FC fue un equipo de fútbol de la India que jugó en la I-League, la primera división nacional.

## Historia
Fue fundado el 26 de agosto de 2014 en la ciudad de Pune por el Grupo Kalyani, y adquirieron un cupo como equipo de expansión de la I-League para la temporada 2014/15, siendo el segundo equipo de expansión de la liga después del Bangaluru FC.
El prime entrenador del club sería el inglés Stuart Watkiss, pero sería la única temporada del club en la liga luego de que finalizara en el lugar 11, en la que solo lograron 18 puntos en 20 partidos. La recuperación de la inversión era prácticamente imposible, el club no veía viable regresar a la I-League por la gran inversión y pocos resultados financieros, por lo que solo jugaron una temporada y desapareció en 2015.

## Uniforme y patrocinadores
| Periodo | Uniforme | Patrocinador  |
| ------- | -------- | ------------- |
| 2015    | Nivia    | Kalyani Group |

## Estadísticas
| Temporada | I-League | I-League | I-League | I-League | I-League | I-League | I-League | I-League | Federation Cup | Copa Durand | AFC | Goleador    | Goleador | Goleador |
| Temporada | J        | G        | E        | P        | GF       | GC       | Pts      | Pos.     | Federation Cup | Copa Durand | AFC | Nombre      | Goles    |          |
| --------- | -------- | -------- | -------- | -------- | -------- | -------- | -------- | -------- | -------------- | ----------- | --- | ----------- | -------- | -------- |
| 2014–15   | 20       | 4        | 6        | 10       | 13       | 28       | 18       | 11.º     | —              | —           | —   | Kris Bright | 6        |          |

## Entrenadores
- Stuart Watkiss (2014-2015)[13]